# Daily Desher Katha
Daily Desher Kata is een Bengaals dagblad, dat uitkomt in Agartala, Tripura, in de Indiase deelstaat West-Bengalen. De krant werd opgericht in 1979 en is eigendom van de Communistische Partij van India (Marxistisch). De editor-in-chief is Gautam Das (2013).